# Hípica als Jocs Olímpics d'estiu de 1924 - Salts d'obstacles individual
La competició del salts d'obstacles individual va ser una de les cinc proves d'hípica que es van disputar als Jocs Olímpics d'Estiu de 1924, a París. La competició es va disputar el 27 de juliol de 1924, amb la participació de 43 gents procedents d'11 nacions diferents.

## Medallistes
| Or                      | Plata                           | Bronze                  |
| Alphonse Gemuseus (SWI) | Tommaso Lequio di Assaba Itàlia | Adam Królikiewicz (POL) |

## Classificació final
| Pos. | Binomi                       | Binomi          | Nació          | Penalització per temps | Penalització per obstacle | Total | Temps  |
| Pos. | Genet                        | Cavall          | Nació          | Penalització per temps | Penalització per obstacle | Total | Temps  |
| ---- | ---------------------------- | --------------- | -------------- | ---------------------- | ------------------------- | ----- | ------ |
| 1    | Alphonse Gemuseus            | Lucette         | Suïssa         |                        | 6,00                      | 6,00  | 2'24"4 |
| 2    | Tommaso Lequio di Assaba     | Trebecco        | Itàlia         | 0,75                   | 8,00                      | 8,75  | 2'42"0 |
| 3    | Adam Królikiewicz            | Picador         | Polònia        |                        | 10,00                     | 10,00 | 2'38"4 |
| 4    | Philip Bowden-Smith          | Billy Boy       | Regne Unit     | 0,50                   | 10,00                     | 10,50 | 2'41"4 |
| 5    | Aníbal de Almeida            | Reginald        | Portugal       |                        | 12,00                     | 12,00 | 2'28"8 |
| 6    | Åke Thelning                 | Loke            | Suècia         |                        | 12,00                     | 12,00 | 2'30"4 |
| 7    | Axel Ståhle                  | Cecil           | Suècia         | 0,25                   | 12,00                     | 12,25 | 2'40"0 |
| 8    | Nicolas LeRoy                | Vif Argent      | Bèlgica        | 0,75                   | 14,00                     | 14,75 | 2'42"2 |
| 9    | José Álvarez                 | Acabado         | Espanya        |                        | 18,00                     | 18,00 | 2'31"0 |
| 10   | Karol von Rómmel             | Faworyt         | Polònia        |                        | 18,00                     | 18,00 | 2'38"2 |
| 11   | Åge Lundström                | Anvers          | Suècia         |                        | 18,00                     | 18,00 | 2'38"4 |
| 12   | Hélder Martins               | Avro            | Portugal       |                        | 19,00                     | 19,00 | 2'31"4 |
| 13   | Jacques Misonne              | Torino          | Bèlgica        | 6,50                   | 13,00                     | 19,50 | 3'05"4 |
| 14   | Werner Stuber                | Girandole       | Suïssa         |                        | 20,00                     | 20,00 | 2'32"4 |
| 15   | Leone Valle                  | Sbruffo         | Itàlia         |                        | 20,00                     | 20,00 | 2'36"6 |
| 16   | Nemesio Martínez             | Zapatillero     | Espanya        |                        | 22,00                     | 22,00 | 2'17"2 |
| 17   | José de Albuquerque          | Hetrugo         | Portugal       |                        | 22,00                     | 22,00 | 2'21"0 |
| 18   | Gaston Mesmaekers            | As de Pique     | Bèlgica        | 2,75                   | 20,00                     | 22,75 | 2'50"0 |
| 19   | Georg von Braun              | Diana           | Suècia         | 1,50                   | 22,00                     | 23,50 | 2'45"6 |
| 20   | Hans Bühler                  | Sailor Boy      | Suïssa         |                        | 24,00                     | 24,00 | 2'20"0 |
| 21   | Hans von der Weid            | Admiral         | Suïssa         |                        | 24,00                     | 24,00 | 2'39"8 |
| 22   | Jean Breuls                  | Acrobate        | Bèlgica        | 1,00                   | 23,00                     | 24,00 | 2'44"4 |
| 23   | Rudolf Popler                | Eldorado        | Txecoslovàquia | 1,50                   | 23,00                     | 24,50 | 2'45"8 |
| 24   | Capel Brunker                | Peter           | Regne Unit     | 1,50                   | 24,00                     | 25,50 | 2'45"0 |
| 25   | John Barry                   | Nigra           | Estats Units   | 0,25                   | 27,00                     | 27,25 | 2'40"0 |
| 26   | Alessandro Alvisi            | Grey Fox        | Itàlia         | 0,75                   | 28,00                     | 28,75 | 2'42"4 |
| 27   | Geoffrey Brooke              | Daddy Long Legs | Regne Unit     | 5,75                   | 24,00                     | 29,75 | 3'02"6 |
| 28   | Zdzisław Dziadulski          | Zefer           | Polònia        | 2,50                   | 28,00                     | 30,50 | 2'49"4 |
| 29   | Sloan Doak                   | Joffre          | Estats Units   |                        | 32,00                     | 32,00 | 2'23"0 |
| 30   | José Navarro                 | Grande Couronne | Espanya        | 5,75                   | 28,00                     | 33,75 | 3'02"4 |
| 31   | Luís de Meneses              | Profond         | Portugal       |                        | 36,00                     | 36,00 | 2'17"2 |
| 32   | Kazimierz Szosland           | Jacek           | Polònia        | 10,25                  | 29,00                     | 39,25 | 3'20"0 |
| 33   | Pierre Clavé                 | Le Trouvère     | França         | 11,00                  | 30,00                     | 41,00 | 3'23"0 |
| 34   | Oldřich Buchar               | Esperanto       | Txecoslovàquia |                        | 45,00                     | 45,00 | 2'37"6 |
| -    | Keith Hervey                 | Wanton          | Regne Unit     | DNF                    | DNF                       | DNF   | DNF    |
| -    | Michel Bignon                | The Doctor      | França         | DNF                    | DNF                       | DNF   | DNF    |
| -    | Théophile Carbon             | Incas           | França         | DNF                    | DNF                       | DNF   | DNF    |
| -    | Henri de Royer-Dupré         | Rosette XIV     | França         | DNF                    | DNF                       | DNF   | DNF    |
| -    | Emanuele Beraudo di Pralormo | Sido            | Itàlia         | DNF                    | DNF                       | DNF   | DNF    |
| -    | Emilio López                 | Modiran         | Espanya        | DNF                    | DNF                       | DNF   | DNF    |
| -    | Josef Rabas                  | Arab            | Txecoslovàquia | DNF                    | DNF                       | DNF   | DNF    |
| -    | Frederic Bontecou            | Ballymacshane   | Estats Units   | DNF                    | DNF                       | DNF   | DNF    |
| -    | Vernon Padgett               | Little Canada   | Estats Units   | DNF                    | DNF                       | DNF   | DNF    |